# Speed Racer X
Speed Racer X, conocido en Japón como Mach Go Go Go. Mach 5 Go Go, es un remake de Speed Racer producida por Tatsunoko Productions, la responsable de la serie original. En inglés, la serie fue producida por DiC Entertainment y transmitida por la cadena Nickelodeon. 
En EEUU, la serie fue adquirida por DiC Entertainment y transmitida por la cadena Nickelodeon. Se canceló su emisión con solo 11 episodios por un pleito entre DiC y Speed Racer Enterprises, que poseía los derechos de la franquicia. En Latinoamérica, fue transmitida con doblaje colombiano en Cartoon Network desde el 2003 hasta el 2006, finalizando sus emisiones por el rebrand del canal y quedando incompleta al igual que la versión en Inglés.

## Doblaje al español
La serie fue doblada al español para Latinoamérica en los estudios de Provideo Colombia en Bogotá (Colombia), bajo la dirección artística de Rafael Ignacio Gómez.

### Actores de doblaje
- Wolfang Galindo - Meteoro
- Camilo Andrés Rodríguez - Rex
- Rodrigo Marulanda - Pops
- Nancy Cortés - Trixie
- Diana Maritza Beltrán - Bujía
- Mónica Valencia - Mamá de Meteoro
- Mario Gutiérrez Marin - Chispita
- John Grey - Eyman

- Datos: Q14552915